# Ligidium koreanum
Ligidium koreanum is een pissebed uit de familie Ligiidae. De wetenschappelijke naam van de soort is voor het eerst geldig gepubliceerd in 1972 door Flasarova.